# Cushook
Cushook, skupina Chinookan Indijanaca naseljena (1806.) u Oregonu na lijevoj obali rijeke Willamette nedaleko slapova. Populacija im je tada procjenjena  (Lewisu i Clark) na 600. Prema Swantonu bili su ogranak Clowwewalla. Ribari i kopači korijenja. Nestali.

## Vanjske poveznice
- Lewis & Clark (1806)  Arhivirana inačica izvorne stranice od 7. ožujka 2016. (Wayback Machine)